# Duck Lake
Duck Lake es un pueblo canadiense situado en la provincia de Saskatchewan.

## Superficie
Duck Lake tiene una superficie de 2,38 km².

## Demografía
En 2021, tenía 579 habitantes, una densidad poblacional de 243,3 hab./km², y 232 viviendas.